# تونیا
تونیا (به ترکی استانبولی: Tonya) شهری است در کشور ترکیه که در استان ترابزون واقع شده‌است. جمعیت این شهر بر اساس سرشماری سال ۲۰۰۸ میلادی ۷٬۶۶۰ نفر و بر اساس برآوردهای سال ۲۰۰۹ میلادی ۷٬۶۰۹ نفر می‌باشد.